# Monument Johann-Strauss
Le Monument à Johann-Strauss est un monument commémoratif de Vienne, situé près du Kursalon Hübner dans le Stadtpark. Le monument est une arche blanche avec en son centre la statue dorée du compositeur Johann Strauss II en train de jouer du violon.

## Histoire
En 1903, quatre ans après la mort de Strauss, un comité a été constitué pour l'edification d'un monument en l'honneur du compositeur. Le conseil municipal de Vienne a déclaré en 1905 une participation de coût de 10 000 couronnes. Un concours est lancé en 1906 et c'est le projet de l'architecte Alfred Castelliz (1870-1940) et du sculpteur Edmund von Hellmer qui a été retenu à l'unanimité.
La Première Guerre mondiale retarde l'exécution de la commande et c'est finalement le 26 juin 1921 que le monument est dévoilé au public .
La dorure initiale finit par disparaitre en 1935 et la statue retrouvera son éclat lors d'une restauration en 1991.

## Description
La statue en bronze doré représente Johann-Strauss reconnaissable à ses grandes moustaches en train d'interpréter, sur son violon, Le Beau Danube bleu.
Le socle est en marbre tandis que sur l'arche sont présentes des muses avec leurs cheveux longs flottants et leurs vêtements drapés.

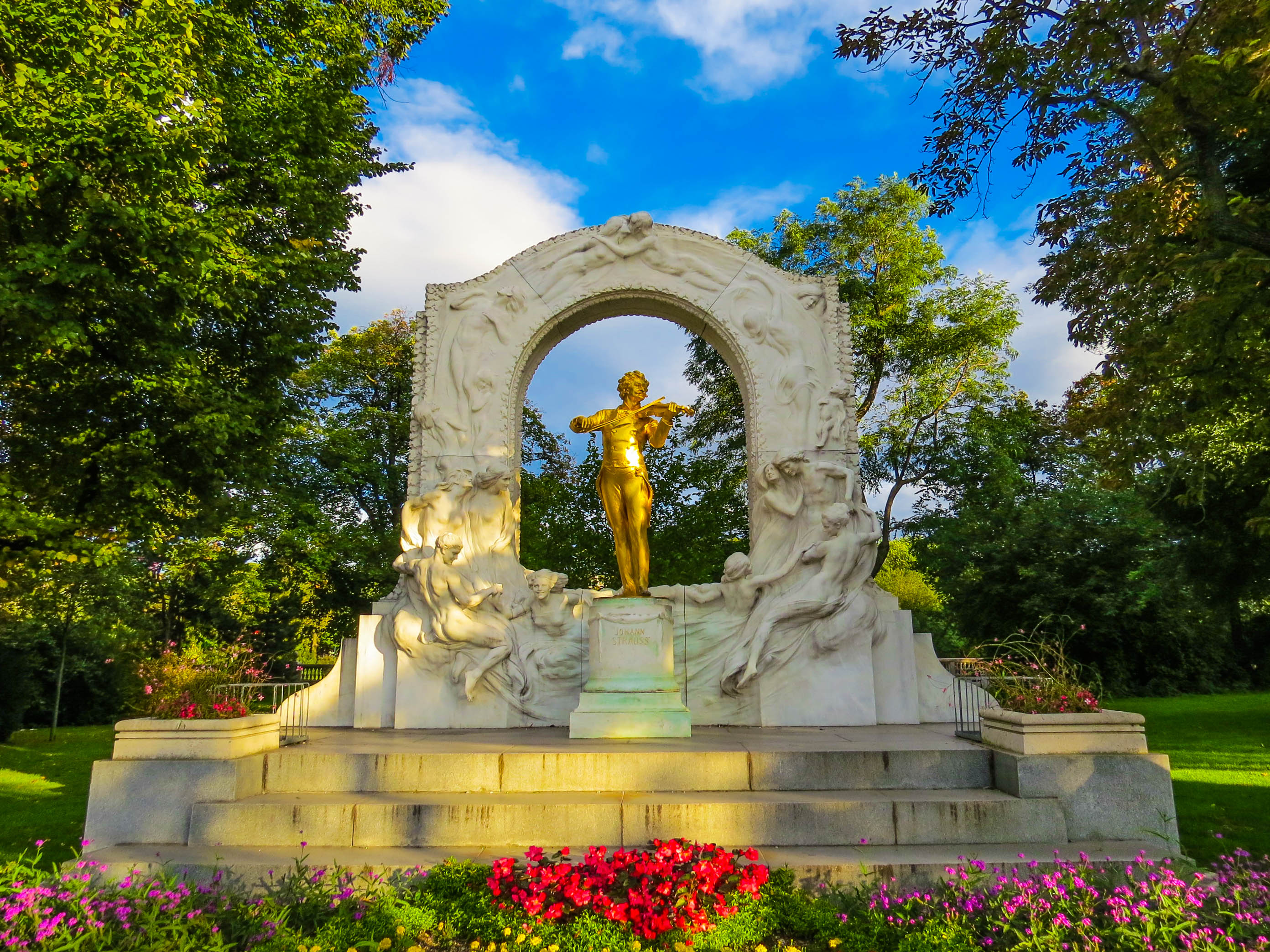
Le monument.
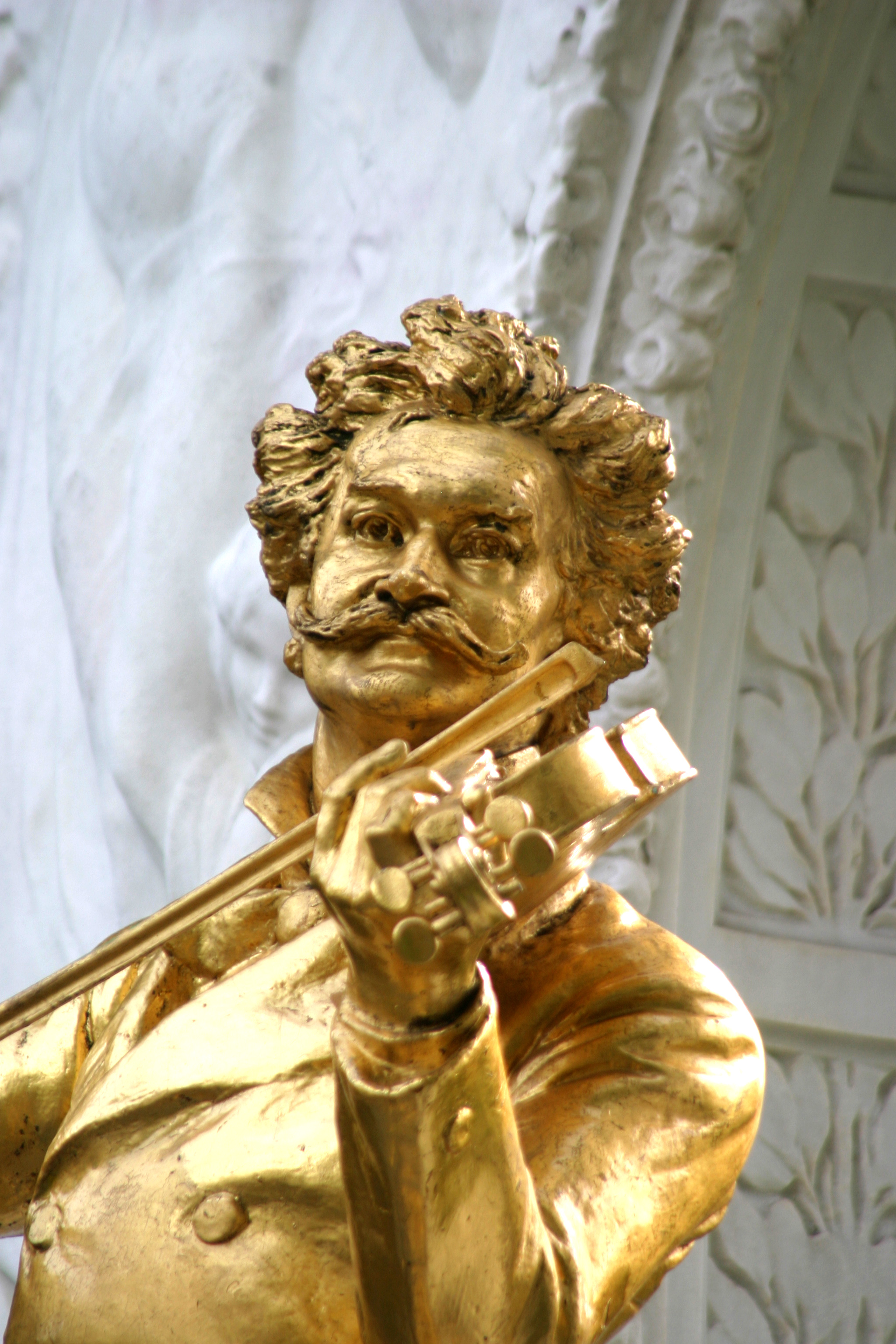
Visage de Johann Strauss fils.
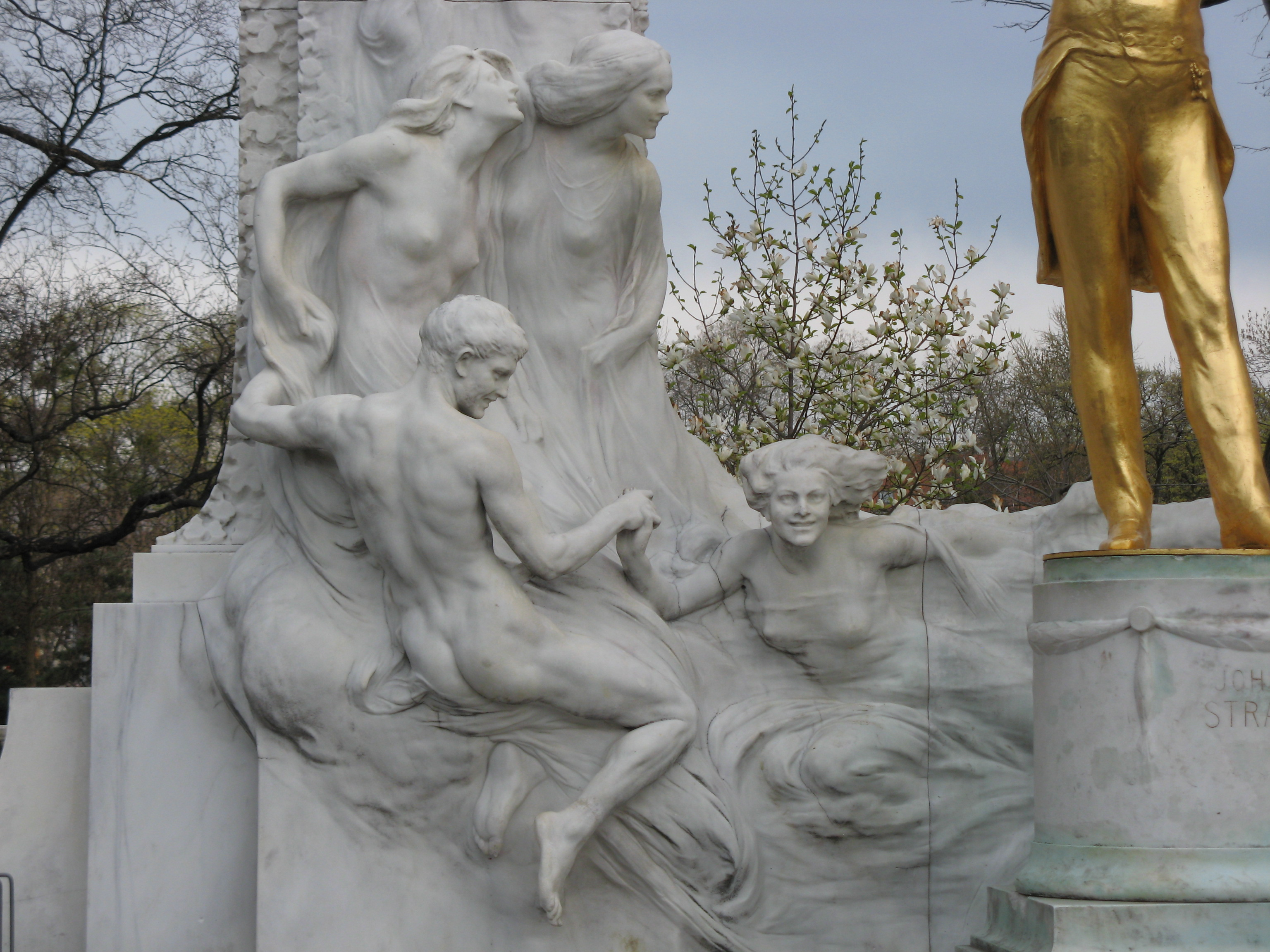
Le détails des muses.

## À proximité
- Stadtpark
- Kursalon Hübner
- Portail de la rivière Vienne
- Stadtpark (métro de Vienne)